# Ficine
La ficine est une enzyme végétale (protéase à cystéine) extraite du latex de figuiers : ficus genius, ficus glabatra, ou ficus carica.
Cette enzyme à activité protéolytique et anti-inflammatoire proche de la papaïne, est utilisée dans l'industrie alimentaire (E1101(iv)), dans l'industrie textile, en pharmacologie, en cosmétologie et en immuno-hématologie pour la recherche d'anticorps irréguliers.
Lorsqu'on utilise des figues fraîches avec des produits laitiers, il faut les consommer rapidement car la ficine peut rendre amers les plats à base de produits laitiers.